# Conrad I de Bavaria
Conrad I, cunoscut și sub numele de Cuno sau Kuno (n. 1020 – d. 5 decembrie 1055, Ungaria), aparținând familiei Ezzonilor, a fost duce al Bavariei din 1049 până în 1053 și conte de Zütphen, numit uneori Conrad de Zütphen.
Tatăl său a fost Liudolf, contele de Zütphen, fiul cel mare al contelui palatin de Lorena, Ezzo, și al soției sale, Matilda. 
După 18 luni de la moartea ducelui Henric al VII-lea, timp în care Ducatul de Bavaria nu a avut un conducător, acesta a fost acordat la 2 februarie 1049 de împăratul Henric al III-lea lui Conrad (Cuno). Astfel, Cuno devenea posibilul succesor al împăratului dacă acesta ar fi murit fără a avea urmași. El nu fusese ales de nobilimea Bavariei, ci reprezenta tendința apropierii ducatului de Sfântul Imperiu Roman. Acest plan a eșuat deoarece ducele Cuno s-a căsătorit împotriva dorinței împăratului cu Iudita de Schweinfurt, fiica ducelui Otto al III-lea de Suabia. El a căutat apoi să își consolideze puterea în Bavaria și, ca rezultat, a intrat în conflict cu episcopul Gebhard al III-lea de Regensburg. 
În 1052 de Crăciun la adunarea curții regale de la Merseburg, Cuno a fost destituit. El a fost înlocuit la începutul anului următor cu fiul lui Henric al III-lea, în vârstă de trei ani, viitorul împărat Henric al IV-lea. Cuno a revenit în Bavaria și a organizat o revoltă în înțelegere cu ducele Welf de Carintia și cu regele Andrei I al Ungariei. El a murit în exil după o încercare de a-l asasina pe împărat și a-i prelua tronul, după ce Welf al Carintiei îl abandonase în 1055. Conrad a fost înmormântat în Mănăstirea Sf. Mariengraden din Köln în 1063.